# Theuderik III
Theuderik III (Frans: Thierry III ) (654 - 691) was koning van Neustrië in 673 en van 675 tot 691. Hij was ook koning van Austrasië van 679 tot zijn dood in 691.
Theuderik III volgde zijn oudere broer Chlothar III op als koning van Neustrië in 673, onder supervisie van hofmeier Ebroin. Maar de stadsgraven van Autun, Parijs en Lyon kwamen in opstand, namen Ebroin gevangen, Theuderik III werd onttroond en in een klooster gestopt en men zette Childerik II van Austrasië op de troon.
Na het overlijden van Childerik II in 675, werd Theuderik weer op de troon gezet in Neustrië en Bourgondië. In 679 werd hij na de slag bij Lucofao ook koning van Austrasië en regeerde daarmee over alle Franken. De hofmeier van Austrasië, Pepijn van Herstal, versloeg hem in 687 bij Tertry en werd hofmeier van heel het Frankische rijk, hoewel Theuderik, tenslotte zijn zwager, mocht aanblijven als koning.
Theuderik was gehuwd met Clothildis van Herstal, dochter van Ansegisel en Begga van Herstal en daarmee een zus van Pepijn van Herstal. Theuderik was de vader van de koningen Clovis IV en Childebert III en mogelijk ook van de Austrasische koningen Clovis III en Chlotharius IV.

## Voorouders
| Voorouders van Theuderik III | Voorouders van Theuderik III                   | Voorouders van Theuderik III                   | Voorouders van Theuderik III                 | Voorouders van Theuderik III                 | Voorouders van Theuderik III                 | Voorouders van Theuderik III                 | Voorouders van Theuderik III                 | Voorouders van Theuderik III                 |
| ---------------------------- | ---------------------------------------------- | ---------------------------------------------- | -------------------------------------------- | -------------------------------------------- | -------------------------------------------- | -------------------------------------------- | -------------------------------------------- | -------------------------------------------- |
| Overgrootouders              | Chlotharius II (584-629) ∞ Bertrude (~590-618) | Chlotharius II (584-629) ∞ Bertrude (~590-618) | ? (-) ∞ ? (-)                                | ? (-) ∞ ? (-)                                | ? (–) ∞ ? (-)                                | ? (–) ∞ ? (-)                                | ?(–) ∞ ? (-)                                 | ?(–) ∞ ? (-)                                 |
| Grootouders                  | Dagobert I (584-629) ∞ Nanthilde (610-642)     | Dagobert I (584-629) ∞ Nanthilde (610-642)     | Dagobert I (584-629) ∞ Nanthilde (610-642)   | Dagobert I (584-629) ∞ Nanthilde (610-642)   | ? (-) ∞ ? (-)                                | ? (-) ∞ ? (-)                                | ? (-) ∞ ? (-)                                | ? (-) ∞ ? (-)                                |
| Ouders                       | Clovis II (637-655/58) ∞ Bathildis (626-680)   | Clovis II (637-655/58) ∞ Bathildis (626-680)   | Clovis II (637-655/58) ∞ Bathildis (626-680) | Clovis II (637-655/58) ∞ Bathildis (626-680) | Clovis II (637-655/58) ∞ Bathildis (626-680) | Clovis II (637-655/58) ∞ Bathildis (626-680) | Clovis II (637-655/58) ∞ Bathildis (626-680) | Clovis II (637-655/58) ∞ Bathildis (626-680) |
| Theuderik III (654-691)      |                                                |                                                |                                              |                                              |                                              |                                              |                                              |                                              |